# Un uomo in ginocchio
Pour plus de détails, voir Fiche technique et Distribution.
Un uomo in ginocchio est un film italien réalisé par Damiano Damiani, sorti en 1979.

## Fiche technique
- Titre français : Un uomo in ginocchio
- Réalisation : Damiano Damiani
- Scénario : Damiano Damiani et Nicola Badalucco
- Photographie : Ennio Guarnieri
- Musique : Franco Mannino
- Pays d'origine : Italie
- Format : Couleurs - 1,85:1 - Mono
- Genre : Action, drame, thriller
- Date de sortie : 1979

## Distribution
- Giuliano Gemma : Nino Peralta
- Eleonora Giorgi : Lucia Peralta
- Michele Placido : Antonio Platamonte
- Tano Cimarosa : Sebastiano Colicchia
- Ettore Manni : Vincenzo Fabbricante